# NGC 3705B
NGC 3705B (другое обозначение — PGC 1361422) — линзообразная галактика (S0) в созвездии Лев.
Этот объект не входит в число перечисленных в оригинальной редакции «Нового общего каталога» и был добавлен позднее.